# John Cam Hobhouse
John Cam Hobhouse (Bristol, 27 giugno 1786 – Bristol, 3 giugno 1869) è stato un politico inglese.

Historical illustrations of the fourth canto of Childe Harold, 1818. Da BEIC, biblioteca digitale

Primo barone di Broughton e ministro del Regno Unito, in gioventù fu amico di Lord Byron che accompagnò in viaggi: Albania e Grecia e, poi, in Italia.

## Esordi
Nato a Bristol, nel sobborgo di Redland, da un politico liberale.  Educato alla prestigiosa Westminster School, poi al Trinity College di Cambridge, dove divenne amico di Lord Byron.  Nel 1808 ottenne un Hulsean prize per un saggio sulla origine e gli scopi del sacrificio.  Nel 1811, quando terminò gli studi, era già considerato un buon erudito di lettere classiche. L'11 Novembre 1823 collaborò a fondare, assieme al Dottor George Birkbeck, al filosofo Jeremy Bentham e al deputato liberale Henry Brougham, I barone Brougham e Vaux la Birkbeck, Università di Londra.

## Con Byron in Grecia

### Il viaggio
Accompagnò Byron in Grecia dal luglio 1809 al luglio 1810. Salpati da Falmouth il 2 luglio per Lisbona, poi Siviglia, Cadice e Gibilterra. Giunti a Malta il 19 agosto, vi soggiornarono circa un mese, prima di ripartire per Preveza, porto dell'Epiro, raggiunto il 20 settembre 1809. Di lì a Ioannina, ove incontrarono il pascià albanese Alì Pascià di Tepeleni (Ali Pasha di Ioannina).
Passarono, infine, a Costantinopoli, da dove Hobhouse si imbarcò il 14 luglio 1810 per Malta e, di lì, per l'Inghilterra. Si era procurato, per via, una certa collezione di marmi antichi, che gli Ottomani, semplicemente, disdegnavano, e che venne trasportata da Byron, che si era trattenuto per qualche tempo.

### I resoconti
A questo primo viaggio, seguì la pubblicazione del Viaggio in Albania, del 1813, ripubblicato nel 1818 e nel 1855. Un articolo Lord Byron in Grecia, pubblicato dalla Westminster Review.  Ed anche, nel 1809, un'opera poetica intitolata Imitazione e traduzioni dai classici antichi e moderni, unite a poemi originali mai prima pubblicati, altrimenti noto come Mélanges, edito in Londra nel 1809.  Vi partecipò anche Byron con alcuni poemi originali, che non ebbero, però, alcun successo.  Pur tuttavia, il viaggio gli valse l'ammissione alla Royal Society, il 19 maggio 1814.

## Due anni nell'esercito
Le vaste spese del lungo viaggio (818 sterline), spinsero il padre a costringerlo all'arruolamento nell'esercito, in cambio del pagamento dei debiti contratti. Come capitano partecipò, nel 1813, alla campagna dell'esercito inglese nel Belgio. Al seguito delle truppe vittoriose, assistette al rientro a Parigi di Luigi XVIII. Nel 1815, al seguito dell'esercito del duca di Wellington, dopo il trionfo di Waterloo, fu di nuovo a Parigi.  Le memorie lasciano trasparire un atteggiamento sicuramente più favorevole al Buonaparte che ai Borbone.

## Con Byron in Italia
Era stato testimone di nozze di Byron e, nel 1816, gli era stato vicino dopo la separazione dalla moglie, a seguito della quale il grande poeta era stato, praticamente, obbligato all'esilio.
Nello stesso anno lo accompagnò nel suo lungo viaggio in Svizzera ed Italia: incontrarono Confalonieri, Saurau, Monti, di Breme, l'Acerbi e molti, molti altri: ci è rimasto un prezioso diario particolarmente ricco di impressioni assai utili per ricostruire il clima italiano dei primi anni della restaurato dominio austriaco.
L'occasione del viaggio gli consentì di contribuire al quarto canto de Il pellegrinaggio del giovane Aroldo, a lui dedicato.  Come ben testimoniato da Illustrazione storica del quarto canto del Giovane Aroldo, pubblicato nel 1818.

## La carriera politica

### Gli inizi radicali
Al ritorno dal lungo viaggio, Hobhouse si iscrisse ad un club radicale avanzato e tentò l'elezione al parlamento di Westminster.  A quest'epoca risalgono anche i primi pamphlet politici (ne comporrà sette, in totale), per uno dei quali, nel 1819, finì nelle galere di Newgate.

### I Filelleni
L'anno successivo venne finalmente eletto, nelle file dell'opposizione.  Qui sostenne una posizione decisamente riformista. Ciò anche in politica estera, divenendo, nel 1823, uno dei membri più attivi dei comitati dei Filelleni, sostenitori della guerra d'indipendenza greca.
A questa partecipò anche Byron, che si era fermato in Italia e che Hobhouse incontrò, una ultima volta, a Pisa nel 1822.  Ma non lo seguì nell'avventura greca, iniziata con un imbarco per Cefalonia, nel 1823 e conclusasi con la morte a Missolungi, il 19 aprile 1824.

### Parlamentare dell'opposizione liberale
Hobhouse, invece, preferì la vita politica. Nel 1828 si sposò con la figlia di un marchese, che gli diede tre figlie.  Nel 1831, alla morte del padre, ereditò il titolo di baronetto.  Ad un certo punto passò dai radicali ai Whig. Di quegli anni si ricorda la sua invenzione della famosa espressione Opposizione di Sua Maestà, usata la prima volta nel 1826 alla Camera dei Comuni.

### Ministro
Dopo la vittoria elettorale dei Whig, assunse diversi incarichi di governo, fra i quali quello di Segretario per la guerra, nel 1832, Segretario capo per l'Irlanda, nel 1833 per l'evidente impossibilità di introdurre riforme nella quasi-colonia. Ciò che, comunque, non nocque alla sua carriera, tanto che, già nel 1834, era divenuto India Minister e President of the Board of Control.
Il 30 giugno 1837 era presente al primo Consiglio della Corona della Regina Vittoria, salita al trono solo dieci giorni prima.

### Culmine
Questa lo gratificò, nel 1851, del titolo di barone di Broughton of Gyfford.  Eppoi, al suo ritiro dalla vita politica, nel 1852, del titolo di Cavaliere Commendatore dell'Ordine del Bagno.  Dopodiché venne, di quando in quando, alla Camera dei Lord.

## Esito
Morì nel 1869. Venne sepolto al Kensal Green Cemetery di Londra, senza eredi maschi diretti.
Diari, corrispondenze e memorie vennero riaperti solo nel 1900 e pubblicati, per estratti, dalla figlia, Lady Dorchester, nel volume Recollections from a Long Life (1909), in cinque volumi.

## Opere digitalizzate
- (EN) John Hobhouse, Historical illustrations of the fourth canto of Childe Harold, London, John Murray, 1818. URL consultato il 10 maggio 2016.